# IBM 3270 PC

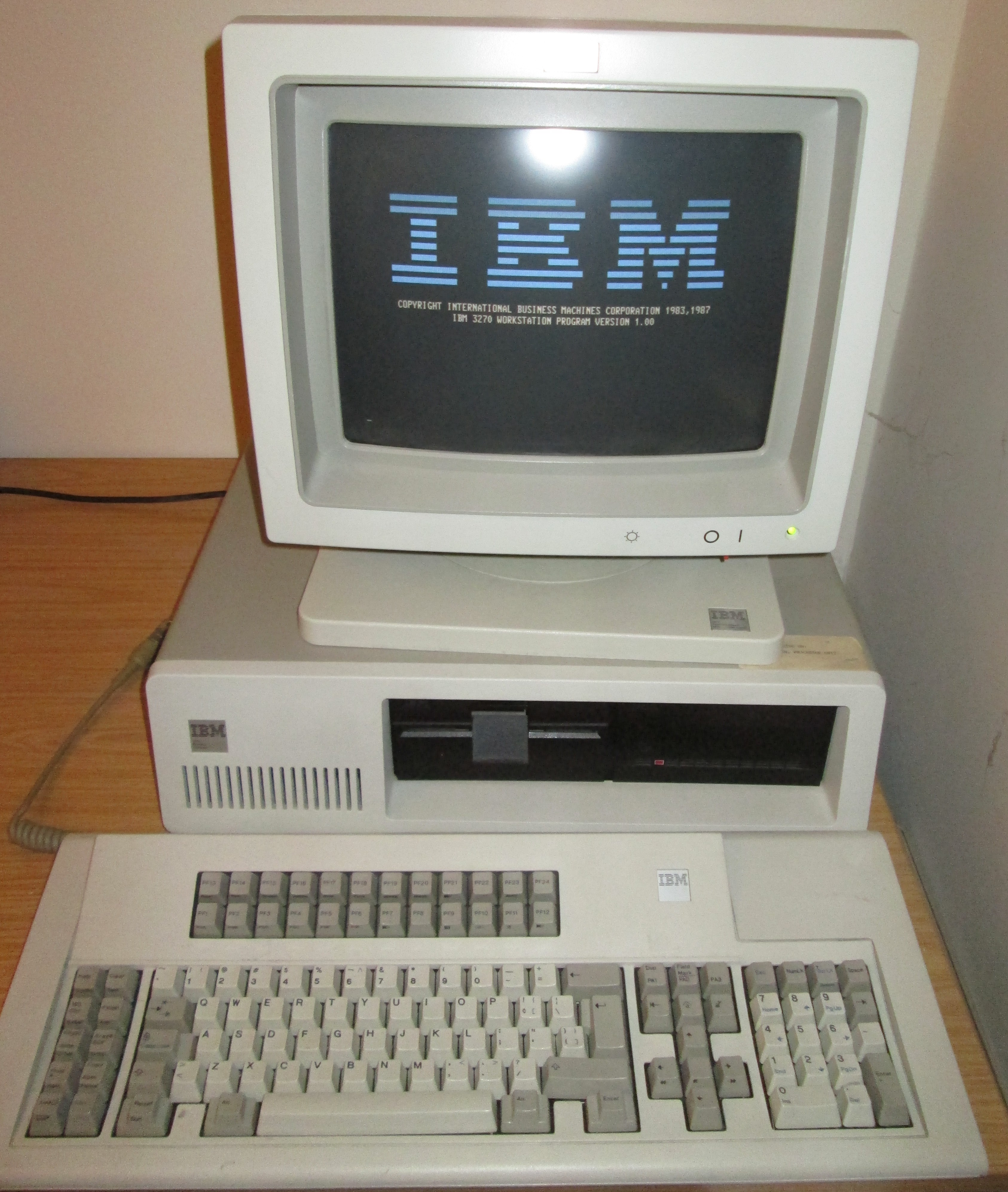
3270 mit 5272 Farbmonitor

Der IBM 3270 PC (Typ 5271), vorgestellt im Oktober 1983, war ein IBM PC XT, der die zum Zeitpunkt der Veröffentlichung noch nötige Zusatzhardware zur Emulation eines Terminals vom Typ IBM 3270 beinhaltete. So konnte der 3270 PC sowohl als gewöhnlicher Einzelplatzrechner, als auch als Terminal im Host-Terminal-System eingesetzt werden.
Außerdem war der 3270 AT (Typ 5281) verfügbar. Er entspricht dem 3270 PC, jedoch auf Basis des IBM PC AT anstelle des PC XT als Grundmodell. Für eine Erläuterung der technischen Unterschiede zwischen den beiden Geräten, siehe IBM PC AT.

## Technik
Die Zusatzhardware belegte fast den kompletten Platz im Rechner, der für Erweiterungen vorgesehen war. Sie umfasste eine mehrteilige, programmierbare Grafikkarten-Erweiterung aus TTL-Bausteinen. Um den höheren Grafikanforderungen eines 3270 zu genügen, wurde eine CGA-kompatible Grafikkarte mit geringfügig höherer Auflösung verbaut. Eine weitere Erweiterungskarte fing die Signale der mitgelieferten PC/3270-Tastatur ab, verarbeitete die 3270-Tastencodes, und leitete die PC-Tastencodes zum normalen Tastaturanschluss weiter. Für die Verbindung zum Host-Rechner – meist ein IBM-Mainframe – sorgte eine weitere Steckkarte, welche eine 3270-kompatible serielle Schnittstelle mit BNC-Steckverbinder bereitstellte.

## Modelle
- 3270 PC (Typ 5271) – Ursprünglicher 3270 PC
- 3270 PC/G (Typ 527?) – 3270 PC mit verbesserter Grafikhardware und Mausunterstützung
- 3270 PC/GX (Typ 527?) – 3270 PC/G mit anderem Farbmonitor oder Monochrommonitor
- 3270 AT (Typ 5281) – Entspricht dem 3270 PC, jedoch auf Basis des IBM PC AT
- 3270 AT/G (Typ 528?) – Entspricht dem 3270 PC/G, jedoch auf Basis des IBM PC AT
- 3270 AT/GX (Typ 528?) – Entspricht dem 3270 PC/GX, jedoch auf Basis des IBM PC AT